# Новая Нива (Могилёвская область)
Новая Нива (бел. Новая Ніва) — деревня в составе Семукачского сельсовета Могилёвского района Могилёвской области Республики Беларусь.

## Население
- 1999 год — 15 человек
- 2010 год — 11 человек